# 조이아 마르초카
조이아 마르초카(이탈리아어: Gioia Marzocca, 1979년 6월 22일 ~ )는 이탈리아의 펜싱 선수로 주 종목은 사브르이다. 2004년, 2008년, 2012년 하계 올림픽의 여자 사브르 개인전에 출전하였다.